# Bojanowo (gmina)
Bojanowo – gmina miejsko-wiejska w województwie wielkopolskim, w powiecie rawickim. W latach 1975–1998 gmina położona była w województwie leszczyńskim.
Siedziba gminy to Bojanowo.
Według danych z 30 czerwca 2004 gminę zamieszkiwało 8939 osób.

## Struktura powierzchni
Według danych z roku 2002 gmina Bojanowo ma obszar 123,5 km², w tym:
- użytki rolne: 73%
- użytki leśne: 18%

Gmina stanowi 22,32% powierzchni powiatu.

## Demografia

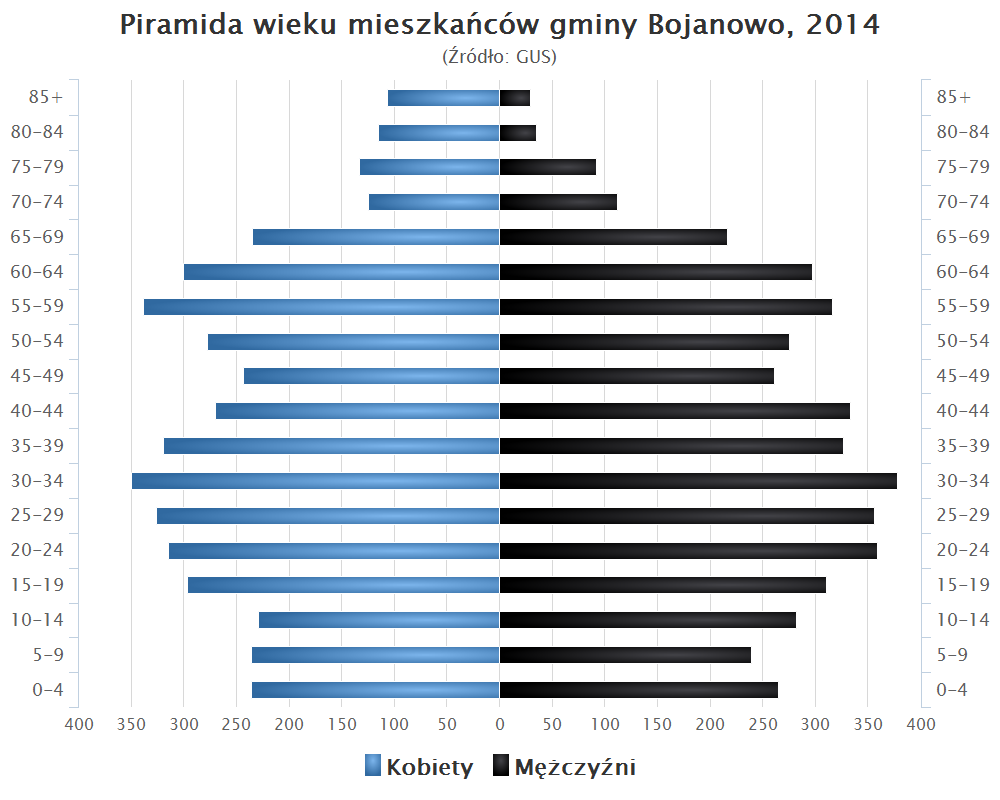
Piramida wieku mieszkańców gminy Bojanowo w 2014 roku

Dane z 30 czerwca 2004:
| Opis                              | Ogółem | Ogółem | Kobiety | Kobiety | Mężczyźni | Mężczyźni |
| --------------------------------- | ------ | ------ | ------- | ------- | --------- | --------- |
| Jednostka                         | osób   | %      | osób    | %       | osób      | %         |
| Populacja                         | 8939   | 100    | 4467    | 50      | 4472      | 50        |
| Gęstość zaludnienia [mieszk./km²] | 72,4   | 72,4   | 36,2    | 36,2    | 36,2      | 36,2      |

## Sołectwa
SołectwaCzechnów, Gierłachowo, Giżyn, Golina Wielka, Golinka, Gołaszyn, Gościejewice, Kawcze, Pakówka, Sowiny, Sułów Mały, Szemzdrowo, Tarchalin, Trzebosz, Wydartowo Drugie, Wydartowo Pierwsze, Zaborowice.
Miejscowości bez statusu sołectwaKarolewo, Kawcze (leśniczówka), Lambertowo, Pakówka (osada), Parłowice, Potrzebowo, Sowiny (osada leśna), Sowiny (osada), Sułów Mały (osada), Wydartowo-Charta.

## Sąsiednie gminy
Góra, Miejska Górka, Poniec, Rawicz, Rydzyna, Wąsosz